# Rudy Goldin
Rudy Goldin (Rovigo, 8 febbraio 1984) è un nuotatore italiano.

## Carriera
È tra i migliori delfinisti italiani, da molti anni sale sul podio ai campionati italiani sia nei 50 che nei 100 m farfalla, distanze dove ha anche ottenuto il primato italiano; a livello internazionale ha dato il suo contributo soprattutto nelle staffette miste, dove ha vinto la medaglia di bronzo agli europei in vasca da 25 metri nel 2006 con Cesare Pizzirani, Alessandro Terrin e Filippo Magnini, e nel 2009 una d'argento alle universiadi e una di bronzo ai giochi del mediterraneo.

## Palmarès
| Campionati del mondo     | 50 m farfalla           | 100 m farfalla          | ---                          | 4×100 m mista                    |
| 2007 Melbourne Australia | 32º in batteria 24"52   | 28º in batteria 53"66   | ---                          | 6º - 3'37"67 frazione: 52"63     |
| Campionati europei       | 50 m farfalla           | 100 m farfalla          | ---                          | 4×100 m mista                    |
| 2006 Budapest Ungheria   | 14º in semifinale 24"35 | 7º 53"26                | ---                          | ---                              |
| Europei in vasca corta   | 50 m farfalla           | 100 m farfalla          | ---                          | 4×50 m mista                     |
| 2005 Trieste Italia      | 14º in semifinale 23"85 | 8º 52"51                | ---                          | ---                              |
| 2006 Helsinki Finlandia  | 9º in semifinale 23"84  | 6º 51"89                | ---                          | Bronzo: 1'35"20 frazione: 23"04  |
| 2008 Fiume Croazia       | 12º in semifinale 23"63 | 10º in semifinale 51"77 | ---                          | ---                              |
| 2009 Istanbul Turchia    | 30º in batteria 23"62   | ---                     | ---                          | 4º - 1'32"17 frazione: 22"64     |
| Giochi del Mediterraneo  | 50 m farfalla           | 100 m farfalla          | ---                          | 4×100 m mista                    |
| 2009 Pescara Italia      | ---                     | ---                     | ---                          | Bronzo: 3'35"75 frazione:        |
| Universiadi              | 50 m farfalla           | 100 m farfalla          | ---                          | 4×100 m mista                    |
| 2009 Belgrado Serbia     | 12º in semifinale 24"12 | 11º in semifinale 52"98 | ---                          | Argento: 3'35"75 frazione: 52"28 |
| Europei giovanili        | 50 m farfalla           | 100 m farfalla          | 4×100 m st. libero           | 4×100 m mista                    |
| 2001 La Valletta Malta   | 14º in semifinale 25"77 | 5º 55"51                | ---                          | 4º - 3'48"92 frazione: 55"47     |
| 2002 Linz Austria        | 8º 25"11                | 6º 55"02                | 7º - 3'30"01 frazione: 51"96 | ---                              |

### Campionati italiani
9 titoli individuali e 1 in staffette, così ripartiti:
- 5 nei 50 m farfalla
- 4 nei 100 m farfalla
- 1 nella staffetta 4×100 m mista

nd = non disputata
| Anno | Edizione    | st. libero 4×100 m | farfalla 50 m | farfalla 100 m | mista 4×50 m | mista 4×100 m |
| ---- | ----------- | ------------------ | ------------- | -------------- | ------------ | ------------- |
| 1999 | Invernali   | nd                 | 3             | -              | nd           | nd            |
| 2001 | Invernali   | nd                 | 3             | 2              | -            | nd            |
| 2002 | Primaverili | -                  | 3             | -              | nd           | -             |
| 2002 | Estivi      | -                  | 1             | 1              | nd           | -             |
| 2002 | Invernali   | nd                 | 2             | 2              | -            | nd            |
| 2003 | Primaverili | -                  | 3             | -              | nd           | -             |
| 2003 | Estivi      | -                  | 2             | -              | nd           | -             |
| 2004 | Primaverili | -                  | 2             | -              | nd           | -             |
| 2004 | Invernali   | nd                 | 1             | 2              | 3            | nd            |
| 2005 | Primaverili | -                  | 3             | -              | nd           | -             |
| 2005 | Estivi      | -                  | 3             | 2              | nd           | -             |
| 2005 | Invernali   | nd                 | 3             | 2              | 3            | nd            |
| 2006 | Primaverili | -                  | 1             | 2              | nd           | 3             |
| 2006 | Estivi      | 3                  | 2             | 2              | nd           | 1             |
| 2006 | Invernali   | nd                 | 3             | 2              | nd           | nd            |
| 2007 | Primaverili | -                  | 1             | 1              | nd           | 2             |
| 2007 | Estivi      | -                  | 2             | 2              | nd           | 2             |
| 2007 | Invernali   | nd                 | 3             | -              | nd           | nd            |
| 2008 | Primaverili | -                  | -             | 2              | nd           | -             |
| 2008 | Invernali   | nd                 | 3             | 1              | nd           | nd            |
| 2009 | Primaverili | -                  | -             | 2              | nd           | -             |
| 2009 | Estivi      | -                  | -             | 3              | nd           | -             |
| 2009 | Invernali   | nd                 | 1             | 3              | nd           | nd            |
| 2010 | Estivi      | nd                 | -             | 1              | nd           | nd            |